# Mimi Coertse
Mimi Coertse (Durban, 12 giugno 1931) è un soprano sudafricano.

## Biografia
Nata e cresciuta in Sudafrica, iniziò a studiare canto nel 1949 ed esordì a Johannesburg l'11 dicembre 1951 nel Messiah di Händel. Nel 1953 sposò il compositore Dawid Engela e si trasferì a Londra e poi all'Aia e Vienna per perfezionare gli studi canori con Maria Hittorff e Josef Witt. Fece il suo debutto nel mondo dell'opera nel gennaio 1956 come una delle fanciulle-fiore nel Parsifal al Teatro di San Carlo, diretta da Karl Böhm.
Nel marzo 1956 esordì alla Wiener Staatsoper interpretando la Regina della Notte nel Flauto Magico, ruolo con cui esordì al Covent Garden nello stesso anno; la sua carriera nel Regno Unito fu tuttavia limitata, a causa del boicottaggio contro il Sudafrica legato all'Apartheid. Sempre nel 1956 fece il suo debutto al Festival di Salisburgo come Costanza ne Il ratto dal serraglio, diretta da George Szell; nel 1957 esordì al Glyndebourne Festival Opera come Zerbinetta in Ariadne auf Naxos. 
Continuò a cantare a Vienna fino al 1976 e nel 1966 le fu conferito il titolo di Österreichischer Kammersänger. Il suo repertorio a Vienna annoverava i ruoli dell'Astrifiammante, Costanza ne Il ratto dal serraglio, Zerbinetta in Ariadne auf Naxos, Gilda in Rigoletto, Olympia, Antonia, Giulietta e Stella ne I racconti di Hoffmann, l'angelo in Palestrina, Frasquita in Carmen (diretta da Herbert von Karajan), Martha, Philine in Mignon, Violetta ne La traviata, Nedda in Pagliacci, Fiaker-Milli in Arabella, Bastienne in Bastien und Bastienne, Hanna Glawai ne La vedova allegra, Lucia di Lammermoor, Rosalinde ne Il pipistrello, Donna Elvira e Donna Anna nel Don Giovanni, Musetta ne La bohème, Norma, Fiordiligi in Così fan tutte, Alice Ford in Falstaff, Liu in Turandot, Daphne ed Elisabetta in Don Carlo, il ruolo con cui diede il suo addio alla Wiener Staatsoper dopo 468 rappresentazioni.
Successivamente è tornata in Sudafrica per dedicarsi all'insegnamento e alla divulgazione. Nel 2020 un suo busto è stato collocato nel South African Legends Museum.